# نورکینو
نورکینو (به لاتین: Norkino) یک منطقهٔ مسکونی در روسیه است که در باشقیرستان واقع شده‌است.